# Confédération allemande des syndicats
Pour les articles homonymes, voir DGB.
La Confédération allemande des syndicats en allemand : Deutscher Gewerkschaftsbund (DGB) est la principale confédération syndicale en Allemagne. Ses huit syndicats adhérents représentent environ 6 millions d'adhérents.
Le DGB a été fondé le 12 octobre 1949. Il a son siège à Berlin. Il est membre de la Confédération européenne des syndicats et de la Confédération syndicale internationale.
Le DGB est proche du parti social-démocrate (SPD). Il existe également une organisation nationale plus conservatrice, d'importance bien moindre.

## Histoire

### Jusqu'en 1933
La première confédération syndicale allemande (Generalkommission der Gewerkschaften Deutschlands) a été fondée le 14 mars 1892 à Halberstadt. Elle réunissait 57 organisations représentant environ 300 000 adhérents.
Elle se refonda au congrès de Nuremberg (30 juin - 5 juillet 1919) sous le nom d'Allgemeiner Deutscher Gewerkschaftsbund, ADGB. Elle représentait alors 52 organisations regroupant 3 millions d'adhérents. À cette époque, le syndicat conservateur s'appelait le Deutscher Gewerkschaftsbund (DGB), mais n'avait rien à voir avec l'actuel.
Les syndicats liées au parti social-démocrate et au parti communiste furent dissous le 2 mai 1933 par le régime nazi et, en conséquence, seul le NSBO fera nécessairement office de syndicat unique.

### 1946 - 1949
Les syndicats durent de nouveau se réorganiser après la Seconde Guerre mondiale.
Le Freier Deutscher Gewerkschaftsbund, FDGB fut constitué à Berlin du 9 au 11 février 1946 par 15 syndicats dans la partie du pays contrôlée par l'Union soviétique, quand le DGB fut fondé à Bielefeld du 23 au 25 avril 1947 dans la partie occupée par les Britanniques.
Dans la zone américaine :
- le Freier Gewerkschaftsbund Hessen a été fondé les 24 et 25 août 1946;
- le Gewerkschaftsbund Württemberg-Baden a été fondé les 30 août et 1er septembre 1946 ;
- le Bayerischer Gewerkschaftsbund (Bavière) a été fondé du 27 et 29 mars 1947.

Dans la zone française : 
- le Gewerkschaftsbund Süd-Württemberg und Hohenzollern a été fondé les 15 et 16 février 1947.
- le Badischer Gewerkschaftsbund (Bavière) a été fondé du 1er au 2 mars 1947.
- le Allgemeiner Gewerkschaftsbund Rheinland-Pfalz (Bavière) a été fondé le 2 mai 1947.

Les sept organisations syndicales de la partie ouest fusionnent en octobre 1949 à Munich et forment le DGB, composé de 16 syndicats.  Hans Böckler est élu secrétaire général.
| Organisation                                       | Nombre    |
| -------------------------------------------------- | --------- |
| DGB de la zone anglaise                            | 2 885 036 |
| Freier Gewerkschaftsbund Hessen                    | 397 008   |
| Gewerkschaftsbund Württemberg-Baden                | 464 905   |
| Bayerischer Gewerkschaftsbund                      | 815 161   |
| Gewerkschaftsbund Süd-Württemberg und Hohenzollern | 75 502    |
| Badischer Gewerkschaftsbund                        | 92 257    |
| Allgemeiner Gewerkschaftsbund Rheinland-Pfalz      | 232 117   |
| Total                                              | 4 961 986 |

### Jusqu'à nos jours
En 1990, les membres du FDGB est-allemand rejoignent le DGB. De par des fusions, les seize syndicats fondateurs du DGB sont aujourd'hui au nombre de huit.

## Fonctionnement
Le DGB tient son congrès tous les quatre ans. Il détermine son orientation générale et élit un exécutif fédéral de cinq personnes. Elles forment le Presidium avec les présidents des organisations membres. Avec les présidents des présidents des représentations du DGB dans chaque Land et 70 délégués des syndicats, le Conseil fédéral, qui se réunit annuellement.
Le DGB représente les intérêts de ses membres auprès du patronat, des partis politiques et des gouvernements. Toutefois, ce sont ses membres qui négocient eux-mêmes les conventions collectives ou les accords salariaux de branches.
Le DGB a une organisation de jeunesse, le DGB-Jugend.

## Membres en 2004
Les membres de DGB sont des syndicats regroupant les syndiqués de grandes branches professionnelles.
- IG-BAU - IG Bauen-Agrar-Umwelt (Construction, Agriculture, Environnement)
  - Site officiel| 424 808 membres = 6,06 % de la confédération
- IG-BCE - IG Bergbau, Chemie, Energie (Mines, Chimie, Énergie) Site officiel
  - 770 582 membres = 10,99 % de la confédération
- GEW - Gewerkschaft Erziehung und Wissenschaft (Éducation et Science) Site officiel 254 673 membres = 3,63 %
- IGM - IG Metall (Métallurgie) Site officiel
  - 2 425 005 membres = 34,58 % de la confédération
- NGG - Gewerkschaft Nahrung-Genuss-Gaststätten (Agro-alimentaire, Hôtellerie) Site officiel
  - 225 328 membres = 3,21 % de la confédération
- GdP - Gewerkschaft der Polizei (Police) Site officiel
  - 177 910 membres = 2,54 % de la confédération
- EVG - Eisenbahn und Verkehrsgewerkschaft (Cheminots) Site officiel
  - 270,221 membres = 3,85 % de la confédération
- ver.di - Vereinte Dienstleistungsgewerkschaft (Services) Site officiel
  - 2 464 510 membres = 35,14 % de la confédération

Les effectifs totaux du DGB en 2004 sont de 7 013 037 membres.
- Le syndicat des policiers (Gewerkschaft der Polizei - GdP) a rejoint le DGB en 1978, étant alors le 17e membre.
- Le syndicat des employés ("cols blancs") (Deutsche Angestellten Gewerkschaft - DAG) était membre du DGB de la zone britannique, mais il n'a pas adhéré au nouveau DGB de 1949, qu'il n'a rejoint qu'en 2001 lors la création de ver.di, qui est la fusion de quatre syndicats déjà au DGB et du DAG.

## Présidents du DGB
- 1949–1951 : Hans Böckler
- 1951–1952 : Christian Fette
- 1952–1956 : Walter Freitag
- 1956–1962 : Willi Richter
- 1962–1969 : Ludwig Rosenberg
- 1969–1982 : Heinz-Oskar Vetter
- 1982–1990 : Ernst Breit
- 1990–1994 : Heinz-Werner Meyer
- 1994–2002 : Dieter Schulte
- 2002-2014 : Michael Sommer
- 2014-2022:    Reiner Hoffmann (porte-parole: Ursula Engelen-Kefer)
- 2022-actuel : Yasmin Fahimi